# Varilla de cóctel

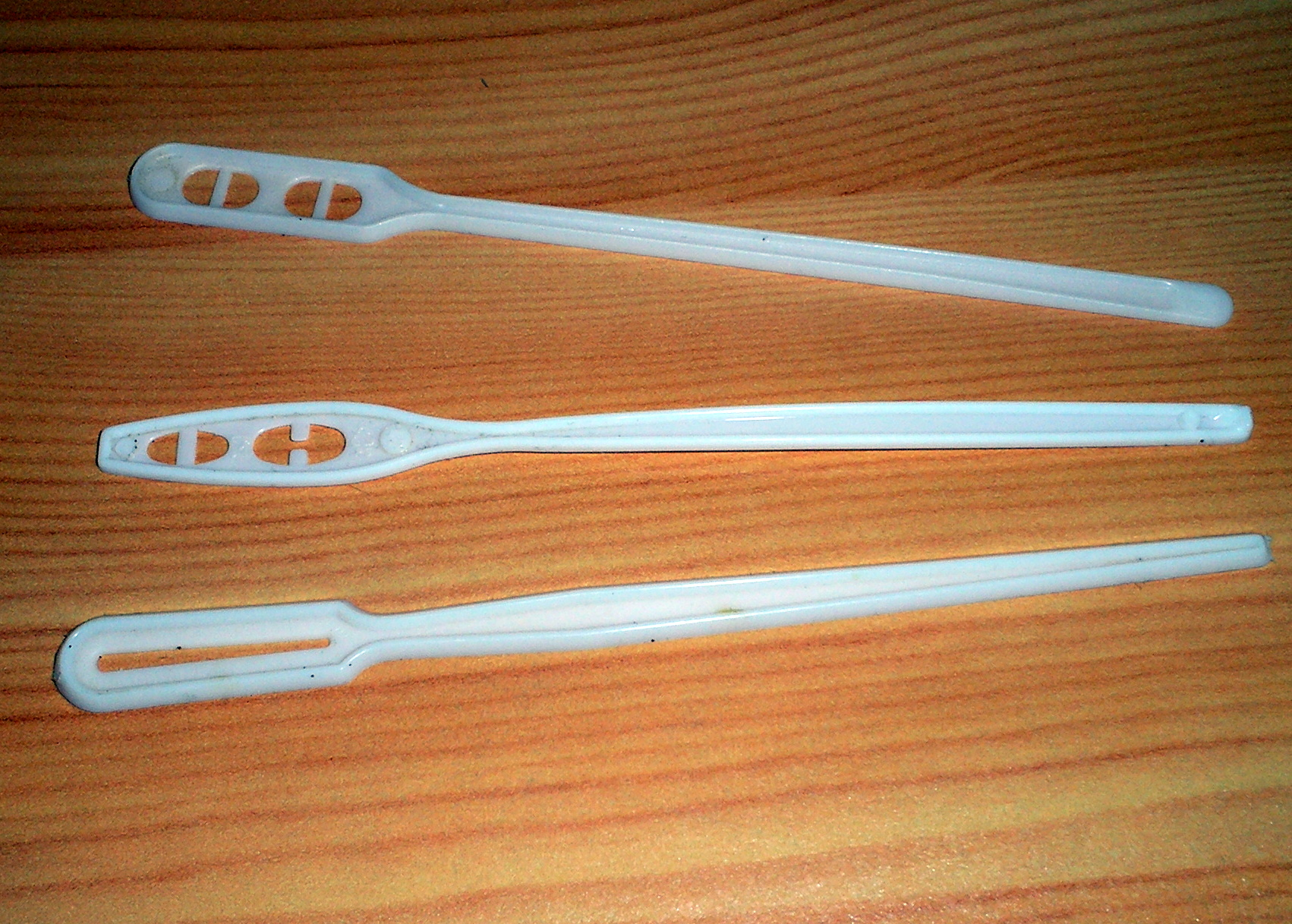
Tres varillas de cóctel

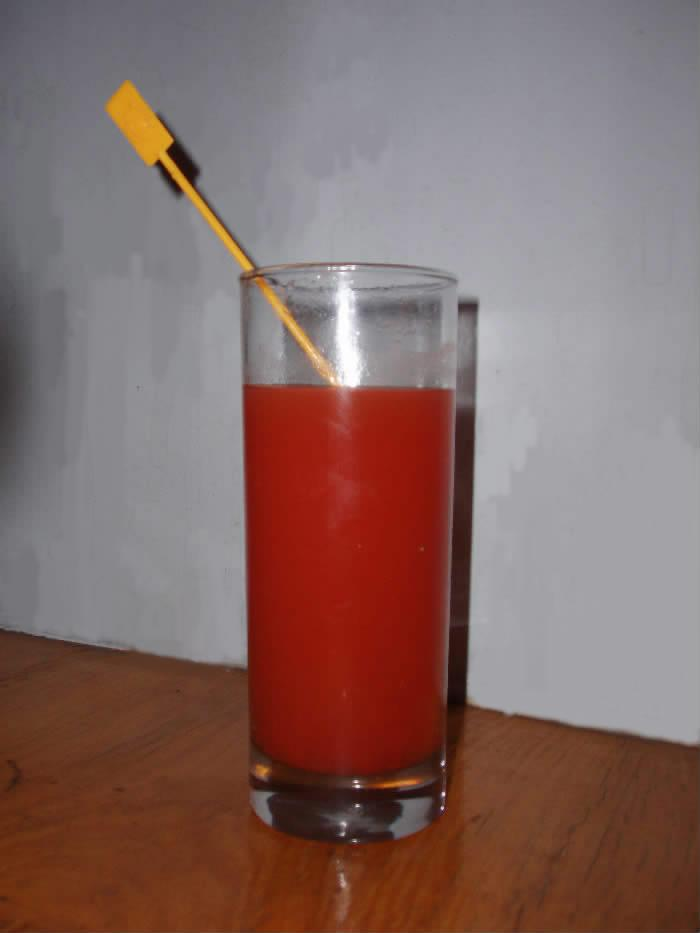
Bloody Mary con una "varilla de cóctel"

Las varillas de cóctel son pequeñas varillas o palitos colocados en un cóctel para coger la fruta o agitar la copa. Normalmente están fabricados de plástico, y su nombre en inglés, swizzle stick, deriva del nombre de un cóctel típico del Caribe, Ron Swizzle.